# Grantham Island
L'isola di Grantham (in inglese Grantham Island, desueto il francese Île Chaliou)  è un'isola australiana sita nel golfo di Spencer, verso la punta meridionale della penisola di Eyre nelle acque prospicienti Port Lincoln.

## Geografia
L'isola è situata nella Proper Bay a sud di Port Lincoln, con un braccio di mare di circa 500 metri che la separa da Murray Point: a sud è visibile il parco nazionale Lincoln, mentre ad est è situato l'insediamento di Tulka.
Grantham Island ha una forma allungata in direttrice NE-SO, con profilo pianeggiante e copertura perlopiù a macchia mediterranea. L'isola è disabitata.

## Storia
L'isola venne avvistata da Matthew Flinders il 25 febbraio 1802 durante il suo viaggio attorno all'Australia: l'esploratore britannico le diede il nome col quale essa è conosciuta a tutt'oggi in onore della cittadina di Grantham, nel nativo Lincolnshire. Nello stesso periodo, essa venne avvistata dalla spedizione di Nicolas Baudin e battezzata col nome francese.
Nel 1874 Grantham Island veniva descritta come ricoperta da un rigoglioso mallee e ricca di conigli: viene menzionata anche la presenza di pinguini minori blu.
Negli anni '80 del XIX secolo tale Arthur Searcy segnala la presenza di un wallaby sull'isola, postulando che l'animale vi fosse arrivato a nuoto dall'entroterra.

Nel 1885, i membri dello yacht club dell'Australia Meridionale attraccarono sull'isola alla ricerca di legna da ardere.
Nel dicembre del 1909 l'isola ospità un concerto della banda musicale locale, al quale parteciparono un centinaio di persone.

L'anno dopo Grantham Island fu teatro di un rovinoso incendio, al termine del quale l'intera vegetazione venne ridotta in cenere.
Nel 1937 il cutter Sylvia, di ritorno da un'escursione a Grantham Island, venne affondata dall'impatto con la nave a vapore Iron Monarch (che di lì a poco verrà stazionata alle Filippine ed affondata durante la Seconda Guerra Mondiale dopo essere passata in mani giapponesi): i sei membri dell'equipaggio della Sylvia vennero tutti tratti in salvo.

Due anni dopo, l'isola venne aperta alla lottizzazione per l'utilizzo come pascolo, col primo affittuario che divenne tale A. S. Crawford.